# Ponte romano di Rieti
Il Ponte romano è un ponte di epoca romana che scavalcava il fiume Velino a Rieti. Demolito negli anni trenta, è adagiato nel letto del fiume e affiancato da un ponte moderno, noto con lo stesso nome, ma che più propriamente ha il nome di "ponte Velino" (per vicinanza all'omonimo fiume) o "ponte Roma", poichè faceva parte dell'antica via consolare Salaria. Il ponte continuò a far parte dell'arteria fino agli ultimi dell'Ottocento (quando fu costruita la variante esterna al centro storico).

## Dettagli
Si trattava di un ponte a schiena d'asino a tre archi, dei quali quello centrale con maggiore luce rispetto a quelli laterali. Era realizzato in opus quadratum con grossi blocchi di calcare travertinoide di circa un metro, posti di testa e di taglio legati da malta. Lungo 38,90 metri, largo 6,20 metri, la larghezza dei suoi piloni è valutata 2,60 metri.

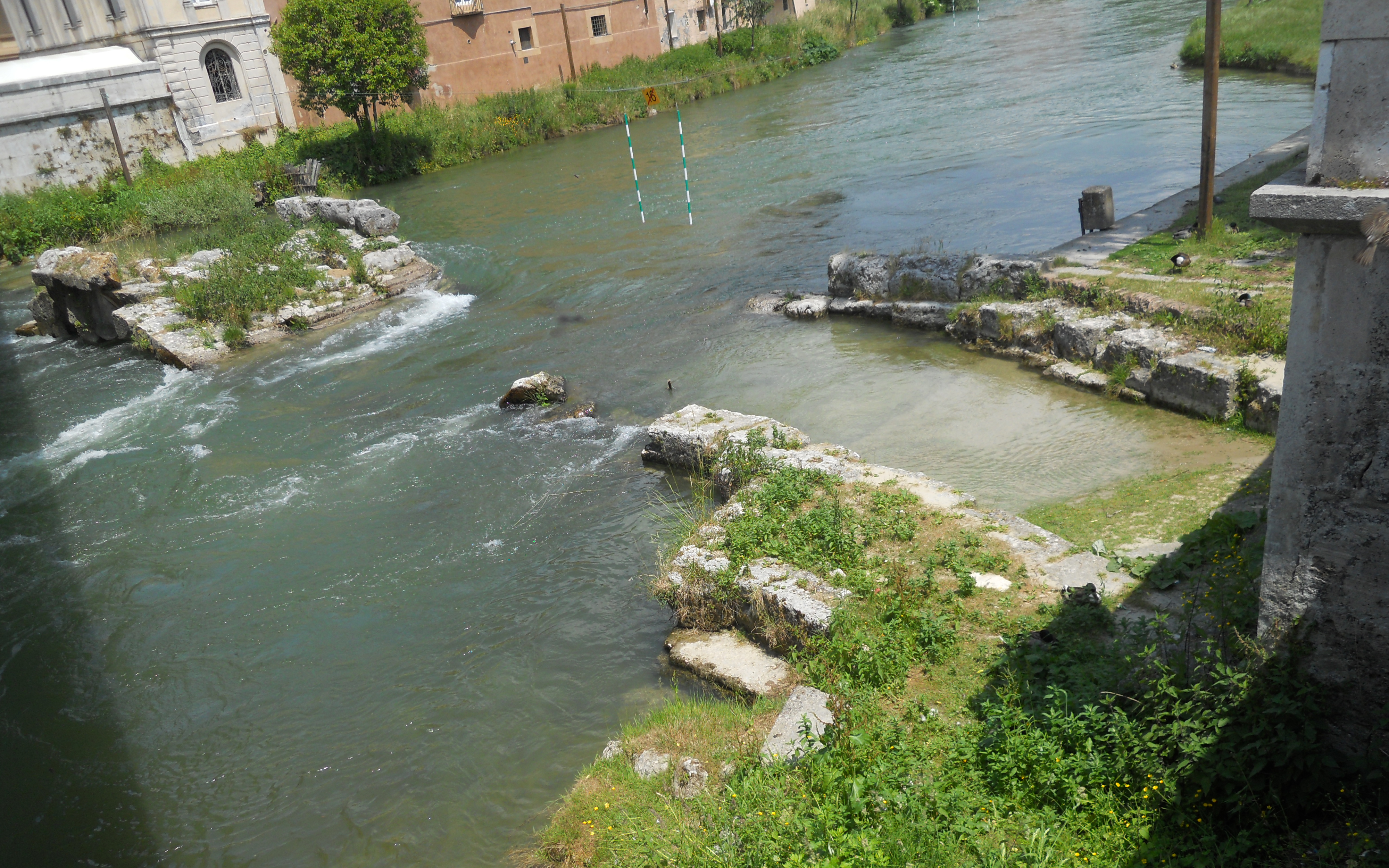
Dettaglio dei resti dell'antico ponte

## Il sito attuale

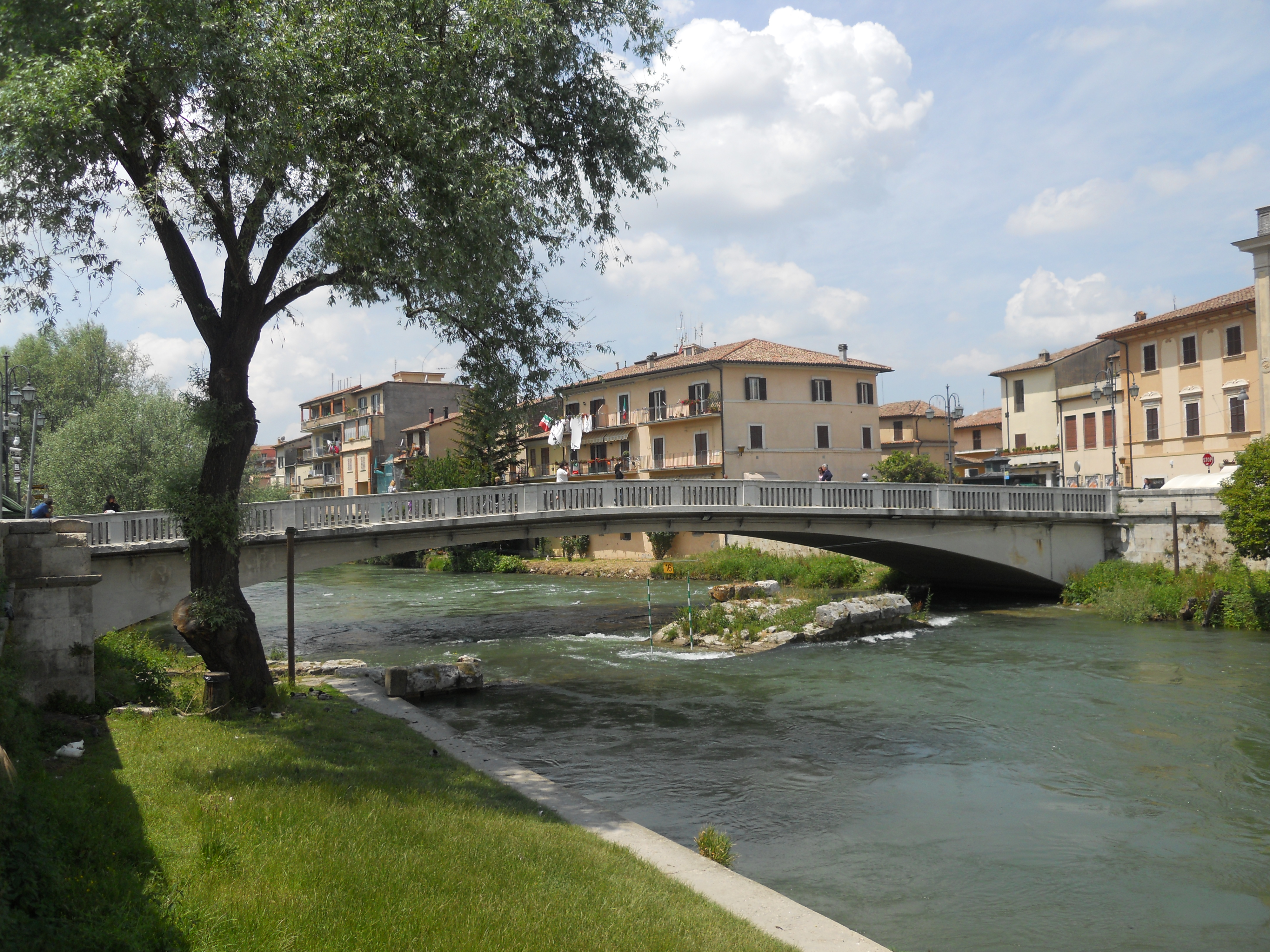
Il sito fotografato dal Lungovelino Bellagamba

Attualmente i resti del ponte sono adagiati nel fiume Velino, da cui affiorano parzialmente a seconda del livello delle acque. Immediatamente accanto al ponte antico sorge il ponte moderno, che adempie alle esigenze di collegamento.
Le spoglie sono situate in una zona della città molto centrale: con Via Roma ad un estremo e Piazza Cavour all'altro, fa da collegamento tra il centro storico e il centrale quartiere Borgo. Salendo per Via Roma si arriva in piazza Vittorio Emanuele II, la principale piazza della città. I resti sono osservabili da sopra il ponte moderno, che grazie alla notevole vicinanza permette di osservarli da vicino e da una posizione rialzata, oppure dalla riva del fiume, a cui si accede dal Lungovelino Nello Bellagamba attraverso delle scalette.
Come quasi tutto il tratto cittadino, anche questa zona del Velino presenta una fauna fluviale ricca e ancora incontaminata. Il fiume e la riva sono residenza abituale di oche e germani reali, regolarmente osservabili nel fiume mentre nuotano, e mentre si riposano sulla riva o sopra i blocchi dell'antico ponte. Nel gennaio 2015, su Repubblica.it, il "Ponte di Rieti" viene indicato come uno dei trenta ponti più belli d'Italia.

## Storia

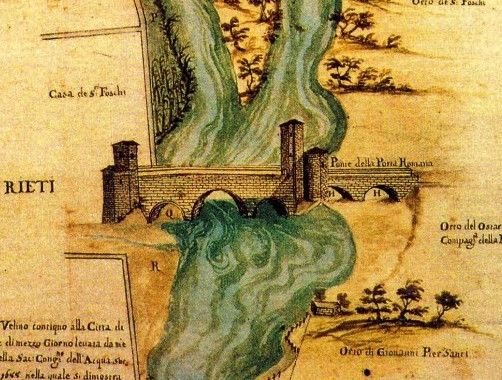
Il Ponte Romano in un'antica mappa del fiume Velino. A destra (nord) il viadotto di Via Roma, indicato come "ponte della Porta Romana". In alto (ovest), la biforcazione del Velino oggi scomparsa, dove nasceva la cavatella di "Fiume de' Nobili".

Il ponte venne costruito nell'epoca repubblicana di Roma, e precisamente nel III secolo a.C. Era parte dell'antica Via Salaria, l'arteria grazie alla quale i Sabini si approvvigionavano di sale dal mare Adriatico e si collegavano con Roma.
Subito dopo il ponte, la Salaria proseguiva con un viadotto (il cardo della città, su cui poggiano le fondamenta dell'attuale via Roma) lungo il quale era presente una porta della cinta muraria (più volte spostata nel corso dei secoli fino a divenire l'attuale Porta Romana), con il quale la strada si arrampicava sulla rocca fino a raggiungere il foro della città (attuale piazza Vittorio Emanuele II), per poi piegare a destra e proseguire lungo l'attuale via Garibaldi (il decumano) per intersecare nuovamente le mura con la Porta Interocrina (attuale Porta D'Arci) ed uscire dall'abitato.
Quest'opera architettonica si inserisce nell'ambito del rinnovamento urbano di Reate seguito alla conquista romana della Sabina (avvenuta nel 290 a.C.), che andava assumendo una crescente importanza economica per la fertilità dei terreni bonificati grazie al taglio delle Marmore, operato da Manio Curio Dentato.
Fu restaurato o rifatto nel I secolo d.C., come testimonia un'iscrizione datata 42 d.C. e attribuita all'imperatore Claudio.

Il ponte fotografato nel 1924

In epoca medioevale, il ponte venne fortificato con una porta-torre o "cassero", sita sulla riva sinistra del fiume, che grazie alla sua posizione strategica permetteva la difesa della città e un controllo su traffici e commerci con l'imposizione di dazi. Nel 1312 venne annesso al ponte un nuovo cassero situato verso il borgo, ma sul finire del secolo entrambe le strutture furono demolite: quella più antica nel 1377 durante una sommossa popolare, quella più recente nel 1383 perché intralciava il corso del fiume; insieme a quest'ultima furono demolite anche alcune botteghe costruite sul ponte (simili a quelle ancora visibili sul Ponte Vecchio di Firenze). La torre del Cassero fu ricostruita nel 1439 dal maestro Giacomo da Varese, e venne demolita solo nel 1883. La torre, di forma quadrangolare, riportava uno stemma con l'inscrizione:

Il ponte antico fotografato da piazza San Francesco
Dettaglio del ponte antico

### La demolizione

Una foto del ponte con la Torre del Cassero ancora presente (pre 1883). Si può notare come il fiume sommergesse in buona parte il ponte, anche in tempo di secca.

Alla fine dell'Ottocento l'altezza del ponte iniziò a rivelarsi insufficiente. Infatti, in seguito all'unità d'Italia, i terreni della manomorta furono espropriati alla Chiesa e venduti ai privati, che iniziarono a sfruttarli effettuando notevoli disboscamenti; in occasione delle piogge, l'assenza di vegetazione trascinava nel fiume Velino una maggiore quantità di terra e detriti, che andarono ad innalzare il letto e provocarono un improvviso aumento del livello delle sue acque. Il fiume, anche in tempo di secca, arrivò a ricoprire del tutto gli archi minori del ponte e in buona parte quello maggiore. Nel 1883 un membro della commissione sanitaria municipale scriveva che:

Il ponte allagato durante un'alluvione in una foto di inizio Novecento

In occasione delle frequenti piene del Velino il ponte intralciava il deflusso delle acque, provocando l'esondazione del fiume e l'allagamento della parte bassa della città. Il ponte stesso veniva sommerso, diveniva impraticabile e spesso ne rimaneva danneggiato.
Questa situazione era particolarmente grave, in quanto non c'erano all'epoca altri ponti che collegassero le due sponde del Velino (ponte Giovanni XXIII fu costruito solo negli anni Sessanta): pertanto, nel corso delle alluvioni, non solo il Borgo rimaneva isolato dal centro storico, ma l'intera Via Salaria veniva interrotta e tutta la città rimaneva isolata da Roma come anche i due capoluoghi L'Aquila e Ascoli Piceno. Anche per questo motivo, sul finire dell'Ottocento venne costruito un nuovo ponte sul Velino su cui venne deviata la via Salaria (il ponte Cavallotti, circa un chilometro più ad est).
La maggiore gravità delle piene fece tornare alla ribalta la millenaria questione della bonifica della Piana Reatina, mai definitivamente risolta; il dibattito portò nel 1916 allo studio di un nuovo progetto per evitarle (che vide il suo compimento nel 1939, con la costruzione delle imponenti dighe del Salto e del Turano sui maggiori affluenti del Velino).

Il ponte romano durante la sua demolizione. Sulla destra, il ponte provvisorio a travatura reticolare metallica che collegava le due sponde per la durata dei lavori.

In seguito all'alluvione del 1923, che distrusse per l'ennesima volta i parapetti dell'antico ponte, fu presa la decisione di sostituirlo con una costruzione più alta, che non interferisse con il flusso delle acque. L'idea iniziale era quella di smontare il ponte per poi ricostruirlo, ampliato, utilizzando i blocchi di pietra originali; allo scopo, nel 1927 fu avviata una scrupolosa catalogazione dei blocchi che componevano la struttura. Tuttavia la complessità dell'operazione portò ben presto ad abbandonare l'idea e a optare per una costruzione ex novo, con tecniche moderne. Così tra il 1932 e il 1936 il ponte antico venne demolito, adagiando la struttura nelle acque del fiume Velino, da cui tuttora riemerge a tratti.

Il ponte costruito nel 1939 e fatto saltare dai tedeschi nel 1944

Nel 1939 venne inaugurato il nuovo ponte in cemento armato che lo sostituiva, situato quasi esattamente dove si trovava il ponte antico e denominato ponte XXVIII Ottobre in memoria della Marcia su Roma. Tuttavia la nuova struttura ebbe vita breve, e nel giugno del 1944 fu fatta saltare dalle forze tedesche in ritirata. Il ponte fu sostituito provvisoriamente da una struttura in legno, e negli anni cinquanta fu ricostruito nella forma in cui si presenta oggi.
Dal dopoguerra ad oggi è stata più volte presa in considerazione l'idea di recuperare il ponte antico, risollevandolo dall'alveo. All'inizio degli anni Novanta il comune di Rieti si interessò all'ipotesi, che però non si concretizzò per via di un grave incidente, nel quale un sommozzatore della Soprintendenza morì soffocato dopo essere rimasto incastrato sotto l'arcata.